# Klaus Waschke
Klaus Waschke (* 16. Januar 1945 in Leipzig; † 2014 in Langewiesen-Oehrenstock) war ein deutscher Glasdesigner.

## Leben und Werk
Waschke absolvierte die Erweiterte Oberschule und leistete nach dem Abitur Wehrdienst in der NVA. Von 1965 bis 1969 macht er ein Medizinstudium, das er nicht abschloss. Von 1969 bis 1975 studierte er Glasgestaltung, u. a. bei Ilse Decho, an der Hochschule für industrielle Formgestaltung Halle – Burg Giebichenstein. Nach dem Diplom arbeitete er ab 1975 als Designer im VEB Glaswerke Schmiedefeld. Er fertigte auch selbst Glasobjekte.
Waschke war bis 1990 Mitglied des Verbands Bildender Künstler der DDR. 1981 gehörte er zur Jury der Ausstellung Junge Künstler der DDR. Formgestaltung, Gebrauchsgrafik, Kunsthandwerk in Karl-Marx-Stadt. 1982 wurde er als Verdienter Aktivist geehrt. Von Waschke entworfene Glasobjekte befinden sich u. a. im Museum für Glaskunst Lauscha.
2014 übergab er weitere Arbeiten an das GoetheStadtMuseum Ilmenau. Er kündigte an, dass er noch 2014 nach Ekuador zu Angehörigen, bei denen er schon zu Besuch war, auswandern werde, aber er starb vorher.

## Werke (Auswahl)

### Von Waschke hergestelltes Glasgefäß
- Vase 261 (1976; auf der VIII. Kunstausstellung der DDR)[4]

### Herausgeberschaft einer Fachpublikation
- Glas in Ilmenau. Beiträge zur Geschichte der Glaserzeugung in der Region Ilmenau. Förder- und Freundeskreis Ilmenauer Glasmuseum e. V., 1998

## Ausstellungen (unvollständig)

### Einzelausstellungen
- 1986: Suhl, Kunstkabinett
- 1987: Erfurt, Galerie am Fischmarkt („Glasräume“; mit Karin Nenz und Dietmar Witteborn)

### Teilnahme an zentralen und wichtigen regionalen Ausstellungen in der DDR
- 1977/1978 und 1982/1983: Dresden, VIII. und IX. Kunstausstellung der DDR
- 1978, 1979 und 1984: Suhl, Bezirkskunstausstellungen
- 1980: Frankfurt/Oder, Sport- und Ausstellungszentrum („Junge Künstler der DDR “)
- 1982 und 1986: Fürstenwalde, Altes Rathaus („Miniatur in der bildenden Kunst der DDR“)
- 1984: Erfurt, Galerie am Fischmarkt („Schmuck und Glas“)